# Heritage Front
Die Heritage Front (deutsch etwa: Traditionsfront) war eine kanadische neo-nazistische rassistische Organisation, die 1989 gegründet wurde und sich ungefähr 2005 auflöste.
Die Heritage Front unterhielt eine Telefonnummer, unter der jeden Tag ein anderer Kommentar vorgelesen wurde. Die Hotline wurde von Gary Schipper besprochen. Darauf folgten Beschwerden der kanadischen Menschenrechtskommission und Anhörungen zu den Vorwürfen, dass die Gruppe die kanadischen Gesetze über Hassverbrechen verletzt habe. Die Gruppe organisierte eine Reihe von Rechtsrockkonzerten in Toronto und in anderen Städten. Nach einem dieser Konzerte wurde ein Tamile von mehreren Skinheads geschlagen und war teilweise gelähmt.

## Geschichte
Die Heritage Front wurde 1989 von Wolfgang Droege, Gerry Lincoln, Grant Bristow (ein verdeckter Ermittler, der für den Canadian Security Intelligence Service (CSIS) arbeitete) and James Scott Dawson gegründet, die zuvor Mitglieder der Nationalist Party of Canada waren. Al Overfield und andere ehemalige Mitglieder der Nationalist Party, die von Don Andrews’ Führung enttäuscht waren und das Gefühl hatten, dass eine neue Organisation und Strategie notwendig waren, schlossen sich ihnen an. Die Idee für eine neue Gruppierung entstand Anfang September 1989 als eine Delegation von 18 kanadischen Rechtsextremen auf Einladung von Muammar al-Gaddafi in Libyen zu Besuch waren, der das 20-jährige Jubiläum seines Regimes feierte. Die Heritage Front schloss ein Bündnis mit der Church of the Creator und ihrem kanadischen Anführer George Burdi. Andere prominente Persönlichkeiten innerhalb der kanadischen rechten Szene wie Paul Fromm and Ernst Zündel haben mit der Heritage Front zusammengearbeitet, aber sind der Organisation nicht beigetreten.
1992 brachte die Heritage Front den prominenten US-amerikanischen Neonazi Tom Metzger und seinen Sohn John Metzger für eine Rede illegal nach Kanada und hat den Ordnungsdienst bei einer Rede des Holocaustleugners David Irving gestellt. Droege trat 1995 wegen seiner Strafanzeigen zurück und übergab die Führung an Marc Lemire. Unter seiner Führung nahmen die Mitgliederzahlen rapide ab, bis 2005 die Gruppe nur noch als Name existierte. Jetzt besteht sie nicht mehr.
Die Aktivitäten der Heritage Front führten zur Gründung eines Ablegers der Anti-Racist Action (ARA) in Toronto. Diese beteiligten sich an einer Reihe von Demonstrationen und Konfrontationen mit der Heritage Front, die 1993 in der Randale am Parliament Hill zwischen Mitgliedern der ARA und der Heritage Front nach einem Konzert der Band RaHoWa gipfelten. Vier Mitglieder der Heritage Front, unter anderem George Burdi, wurden verhaftet und der Körperverletzung beschuldigt. Burdi wurde wegen schwerer Körperverletzung zu einem Jahr Gefängnis verurteilt und stieg daraufhin aus der rechtsextremen Szene aus. Einen Monat nach dem Konflikt in Ottawa demonstrierte die ARA vor dem Privathaus von Gary Schipper, das dabei beschädigt wurde. Droege und andere Mitglieder der Heritage Front reagierten darauf, indem sie am selben Abend einen bekannten Treffpunkt der ARA attackierten. Daraufhin wurden Droege und andere Mitglieder der Heritage Front wegen Körperverletzung angezeigt. 1995 wurde Droege zu fünf Monaten Gefängnis verurteilt. Außerdem war er einige Zeit im Gefängnis wegen Missachtung des Gerichts und anderer Vergehen im Zusammenhang mit der kanadischen Menschenrechtskommission.
Grant Bristow, ein Maulwurf für den Canadian Security Intelligence Service (CSIS), infiltrierte die Gruppe und wurde einer ihrer Anführer. Laut CSIS und Bristow war das Ziel Informationen über die rechte Szene zu sammeln und ihre gewalttätigen Aktionen zu unterbinden. Die Rolle von Bristow innerhalb der Gruppe wurde 1994 von der Toronto Sun veröffentlicht und wurde in einer Untersuchung durch eine unabhängige Kontrollkommission thematisiert, die einen Bericht dazu veröffentlichte.